# Fernandes Sustainer
O Fernandes Sustainer é um dispositivo projetado para guitarras, geralmente encontrado nos modelos da marca Fernandes, embora também seja comercializado como um kit para ser instalado em modelos de outros fabricantes.
Ele funciona com o mesmo princípio da Infinite Guitar inventada pelo guitarrista, produtor e compositor canadense Michael Brook, e pode ser considerada uma versão comercial da mesma. Não é a primeira tentativa de tal dispositivo, e seu principal rival comercial é o Sustainiac, usado em muitos modelos da marca Hamer, como as superstrats Chaparral, Diablo e Californian, bem como em alguns modelos da Jackson, como o modelo PC-1 (de Phil Collen, do Def Leppard) e alguns Soloist e Dinky.
Quando ativado, a nota de um captador normal de guitarra é amplificada e realimentada na bobina de um outro captador. Quando este impulso adicional está em fase com a vibração da corda, o resultado é a corda vibrando continuamente, dando um sustento contínuo à nota.
Tanto o Sustainer quanto o Sustainiac ou da linha fazem uso de um captador especialmente projetado para tal, geralmente colocado na posição do braço da guitarra, e duas chaves seletoras — uma liga e desliga o dispositivo e outra alterna entre os três modos (nota fundamental, harmônico ou ambos misturados). O sistema é mantido por um circuito ativo instalado na guitarra, alimentado por uma bateria de 9 ou 18V. 